# FC Šiauliai
FC Šiauliai (Futbolo Klubas Šiauliai) var en litauisk fotbollsklubb från staden Šiauliai. Klubben grundades 2004, upplöst 2016.

## Placering tidigare säsonger
| Säsong | Nivå | Liga       | Placering | Referens | Notering               |
| ------ | ---- | ---------- | --------- | -------- | ---------------------- |
| 2004   | 2    | Pirma lyga | 1         | [ 1 ]    | Uppflyttad till A lyga |
| 2005   | 1    | A lyga     | 9         | [ 2 ]    |                        |
| 2006   | 1    | A lyga     | 8         | [ 3 ]    |                        |
| 2007   | 1    | A lyga     | 8         | [ 4 ]    |                        |
| 2008   | 1    | A lyga     | 7         | [ 5 ]    |                        |
| 2009   | 1    | A lyga     | 4         | [ 6 ]    |                        |
| 2010   | 1    | A lyga     | 8         | [ 7 ]    |                        |
| 2011   | 1    | A lyga     | 4         | [ 8 ]    |                        |
| 2012   | 1    | A lyga     | 5         | [ 9 ]    |                        |
| 2013   | 1    | A lyga     | 7         | [ 10 ]   |                        |
| 2014   | 1    | A lyga     | 7         | [ 11 ]   |                        |
| 2015   | 1    | A lyga     | 9         | [ 12 ]   |                        |
| 2016   | †    | A lyga     | †         |          | Upplöst                |

## Färger
| FC ŠIAULIAI | FC ŠIAULIAI |

### Trikåer
|  | 2004-2018 (Hemmakit) | 2004-2008 (Bortaställ) | 2009-2015 (Hemmakit) | 2009-2015 (Bortaställ) |

## Kända spelare
- Mantas Kuklys
- Vaidotas Šilėnas
- Artūras Rimkevičius
- Valdemar Borovskij

## Tränare
- Vytautas Jančiauskas (2004–05)
- Saulius Vertelis (2006)
- Darius Magdišauskas (2006)
- Rytis Tavoras (2008)
- Fabio Lopez (2008)
- Deivis Kančelskis (2009)
- Valdas Ivanauskas (2010)
- Saulius Širmelis (2011)
- Deivis Kančelskis (2011–2013)
- Gediminas Jarmalavičius (2014–2015)
- Tomas Ražanauskas (2015)
- Deivis Kančelskis (2015)